# Peräpohja skifferbälte
Peräpohja skifferbälte (finska: Peräpohja kompleksi) är ett triangelformad område av metasedimentära och metavulkaniska bergarter i västra Finska Lappland. Bergarter som återfinns i bältet är kvartsit, mafiska vulkaniska bergarter och mafiska vulkanoklastiska bergarter, svart skiffer, karbonatbergarter, glimmerskiffer och gråvacka. Stratigrafisk ligger dessa bergarter okomfort över Pudasjärvikomplexets bergarter. Trots att bergarterna i bältet formades för mycket länge sedan under Paleoproterozoikum anses bergarterna vara välbevarade. Bältet är en av karelska berggrundens enheter av ytbergarter. Inom bältet finns det glimmer- och albitskiffer med geokemiska signaturer som tyder på att de formats i en miljö där det fanns evaporiter. Med en längd på 170 km och en bredd på cirka 80 km täcker bältet ett yta på mer än 6 000 km2.
Kromgruvan i Kemi var år 2015 det enda aktiva gruvan av betydelse i Peräpohja skifferbälte. Bältet har länge ansets ha låg potential för malmfyndigheter jämfört med andra geologiska bälten i Finland.